# Castrignano del Capo
Castrignano del Capo est une commune italienne de la province de Lecce dans la région des Pouilles.

## Géographie

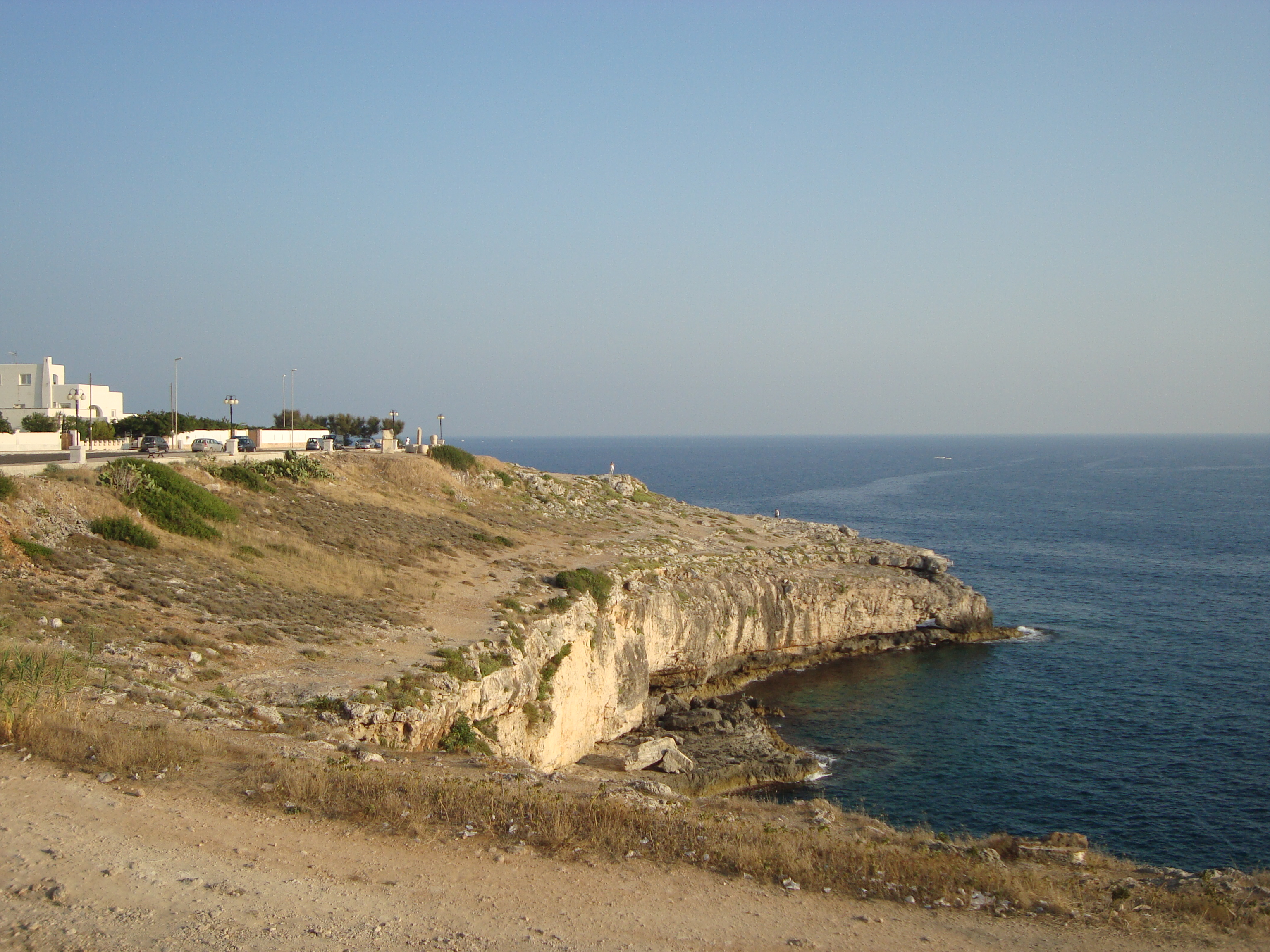
Punta Ristola considérée comme l'extrémité sud du talon de la botte

C'est la commune la plus méridionale des Pouilles, notamment au niveau de la frazione de Santa Maria di Leuca qui possèdent deux pointes marquant le sud géographique du talon et le point de jonction des eaux de la Mer Adriatique et de la Mer Ionienne.

## Histoire
C'est dans cette commune que furent enterrées les dépouilles des victimes du naufrage du croiseur cuirassé français "Léon-Gambetta", commandé par le Capitaine de Vaisseau André, le Contre Amiral Sénès ayant sa marque à bord, après son torpillage dans la nuit du 26 au 27 avril 1915 en entrée d'Adriatique, à une dizaine de milles marins dans le sud de Santa Maria di Leuca, par le sous-marin autrichien U52 commandé par le Lieutenant de Vaisseau von Trapp (cf. la famille Trapp de la Mélodie du bonheur), drame qui fit 681 morts pour 140 rescapés.

## Culture
La Pizzica Pizzica est une danse typique de la région du Salento. Cette danse, est une sorte de tarentelle propre à la région des Pouilles. La légende qui entourent cette danse et qui date de plusieurs centaines de milliers d'années, veut qu'elle aurait été le remède à une morsure de tarentule (symbole du Salento), ou, métaphoriquement parlant, à quelqu'un qui serait possédé par le diable.
Lorsque l'alarme retentissait pour prévenir que quelqu'un avait été mordu et alors que le plus souvent, ils travaillaient dans les champs, les gens du groupe local allaient récupérer leurs instruments (des violons, mandolines, guitares, flûtes, accordéons et grands tambourins) et se précipitaient à la maison des personnes touchées.
Une fois sur place, ils commençaient à jouer, d'abord lentement, tandis que le patient, alors atteint généralement d'une forte fièvre, commençait à danser. La musique accélérant, les pas de danse suivaient, et avaient pour but d'expulser le poison par la seule force du mouvement et de la transpiration. Souvent, la famille et d'autres villageois se joignaient à lui pour manifester leur solidarité.
D'autres versions de la danse existent, y compris des versions plus romantiques exigeant un partenaire.

Cette tradition populaire importante est célébrée chaque année au mois d'août, lors d'un festival appelé La Notte della Taranta. Les villes et villages de Grecìa Salentina, la région située au sud de Lecce et à l'ouest d'Otrante, accueillent tous des concerts, des danses et des soirées.

## Événement commémoratif
Le 15 août a lieu un événement commémoratif qui s'appelle « la Madonna », qui veut dire la Sainte Vierge en français. Il s'agir ici de célébrer sa vie. Ce jour-là, les gens se rendent au bord de mer pour observer le défilé de bateaux contenant la statue de « La Madonna » qui est parée d'or et qui bénit les eaux. Cependant, ce jour est dédié à celle-ci et il est interdit de se baigner dans la mer. La légende dit que si on s'y baigne en ce jour, « La Madonna » nous prend et nous noie.

## Fêtes, foires
Une fois par année, au mois d'août, a lieu une foire (appelée "sagra" qui désigne une fête populaire ou traditionnelle. Le terme est issu du latin sacrum, donc à connotation religieuse au sens de communion entre les hommes et le sacré, mais aussi païenne pour célébrer la nature et ses fruits naturels ou ceux de la culture humaine.) Cette "sagra" est appelée "Sagra dei Piatti Nosci" qui veut dire sagra de nos plats. Cette fête met en avant les plats culinaires typiques de ce village et de la région des Pouilles. Par exemple, vous pourrez y déguster les "pittule", des beignets sucrés ou salés, la "pitta di patate" qui est un plat avec des patates écrasées et fait comme un gratin (une couche de patate, une couche de sauce tomates avec du jambon, de la mozzarella et du parmesan),  pezzetti di carne di cavallo al sugo qui correspond à des morceaux de viande de cheval qui sont mijotés dans de la sauce tomate. Lors de cette fête, un concert typique est donné : la Pizzica Pizzica. C'est une danse traditionnelle de la région du Salento. 

## Administration
| Période                                  | Période  | Identité           | Étiquette       | Qualité |
| ---------------------------------------- | -------- | ------------------ | --------------- | ------- |
| 16/05/2001                               | En cours | Anna Maria Rosafio | (liste civique) |         |
| Les données manquantes sont à compléter. |          |                    |                 |         |

### Hameaux
Giuliano di Lecce, Santa Maria di Leuca, Salignano

### Communes limitrophes
Alessano, Gagliano del Capo, Morciano di Leuca, Patù, Salve 